# Morane-Saulnier MS.230
El M.S.230 fue un monoplano ala parasol de fabricación francesa, que sirvió como principal entrenador de las escuelas de vuelo del Armée de l'Air durante toda la década de 1930. De hecho, casi todos los pilotos militares franceses tuvieron su primera formación de vuelo en estas máquinas, antes de la Segunda Guerra Mundial.

## Historia y diseño

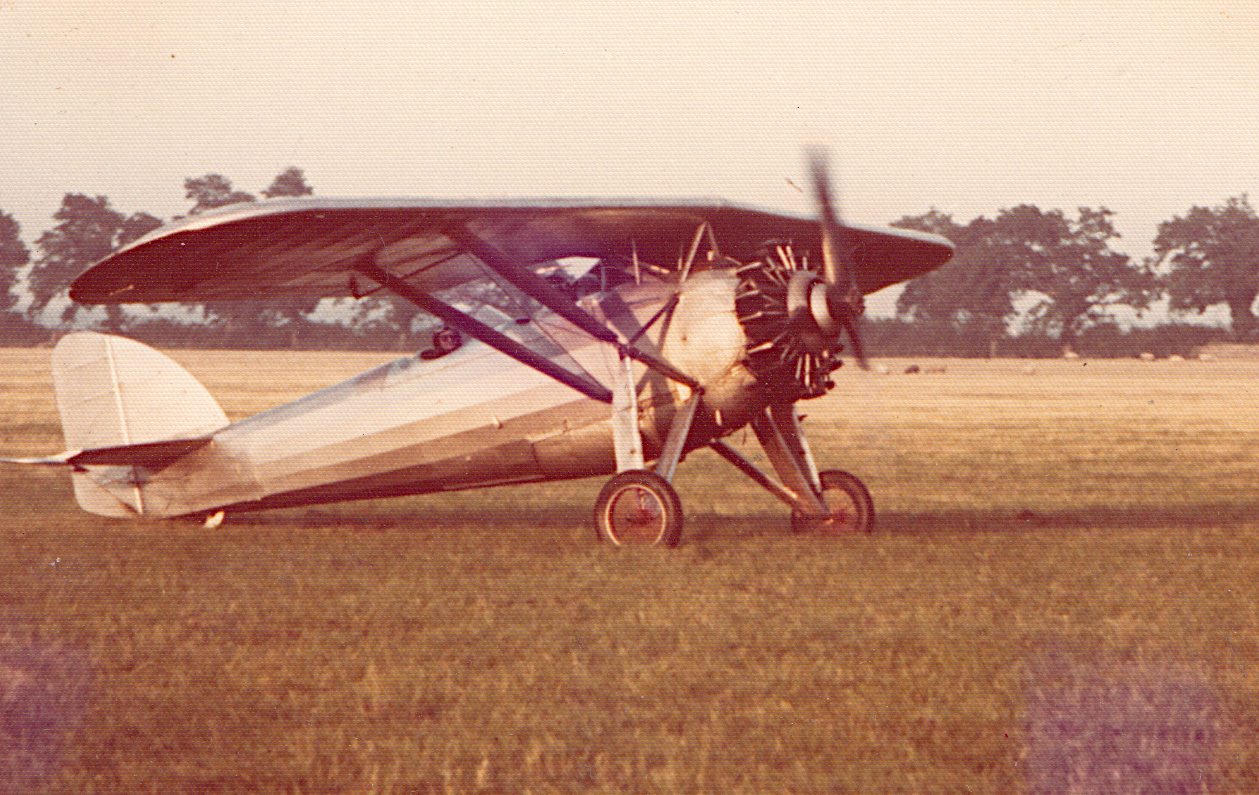
MS-230 de Elynn Garrison en Weston (Irlanda) en 1970

El biplaza de entrenamiento intermedio  Morane-Saulnier MS.230, perteneciente a la categoría ET.2, fue diseñado para satisfacer los requerimientos del Ministerio del Aire francés. En su primer vuelo en febrero de 1929 demostró que era una excelente máquina y, además de estable, muy fácil de volar. El MS.230 era un monoplano de ala en parasol arriostrado por montantes, con un fuselaje de sección circular de estructura tubular revestida en tela, excepto el área delantera del fuselaje, que estaba cubierta de metal y tren de aterrizaje fijo de patas independientes y amplia vía que lo hacía muy estable al despegar y aterrizar. Este aparato era el resultado del continuo desarrollo del diseño del monoplano Morane-Saulnier Tipo AR ( Morane-Saulnier M.S.35 ) de la I Guerra Mundial. El alumno se acomodaba en una cabina abierta debajo de un rebaje en el borde de fuga alar, con la cabina del instructor inmediatamente detrás.

## Usuarios

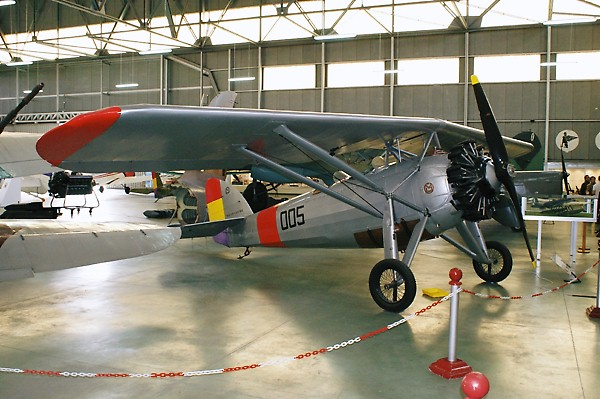
Morane-Saulnier MS.230 de las FARE, conservado en Madrid.

El pedido inicial de la Aéronautique Militaire francesa de 500 aparatos MS.230 fue seguido por otros contratos militares, algunos firmados por la Marina francesa, y puesto en servicio en las escuelas de vuelo militar en toda Francia y también se exportó para las fuerzas aéreas de otros países, escuelas civiles y pilotos privados, donde se convirtió en un avión popular para la aviación deportiva. La producción acometida por Morane-Saulnier se incrementó gracias a los pedidos encomendados a SFAN (59 ejemplares) y Levasseur (80). De estos últimos, 18 pertenecientes a un contrato de 1939 serían completados en la posguerra. Las versiones de exportación M.S.233 y M.S.236 fueron construidas por las compañías OGMA (Portugal) y SABCA (Bélgica), respectivamente.
Varios M.S.230 han sobrevivido durante muchos años después de la guerra y se convirtieron en instructores civiles y en aeronaves de aviación deportiva.

## Variantes
Morane-Saulnier M.S.229
Dos ejemplares construidos en 1931 para las Fliegertruppen helvéticas; similares al M.S.230 pero equipados con motores lineales de ocho cilindros Hispano-Suiza 8Ac; uno de ellos fue convertido en 1932 con la instalación de un motor radial Wright 9Qa.
Morane-Saulnier M.S.230
Construidos unos 1.100 ejemplares; Rumania adquirió 20 en 1930 y Grecia 25 en 1931; Bélgica y Brasil utilizaron nueve unidades cada uno; durante la guerra civil española, seis ejemplares serían empleados por las Fuerzas Aéreas de la República Española (FARE) en la Escuela de Vuelo de Santiago de la Ribera como entrenadores acrobáticos; además de ser el principal entrenador del Armée de l´Air durante bastantes años, este modelo también fue empleado por la Aeronavale francesa y por un buen número de pilotos privados como Louis Dollfus; algunos aparatos sirvieron para evaluar las ranuras Handley Page y la instalación de tren de esquíes.
Morane-Saulnier M.S.231
Seis ejemplares producidos durante 1930 con motores Lorraine 7Mb de 240 cv nominales.
Morane_Saulnier M.S.232
Versión experimental dotada con un motor diésel Clerget 9Ca de 200 cv de potencia nominal, evaluada en vuelo brevemente durante noviembre de 1930.
Morane-Saulnier M.S.233
Propulsada por un motor radial Gnome-Rhône 5Ba o 5Bc de 230 cv, de esta versión se construyeron 6 ejemplares en Francia y 16 bajo licencia en Portugal, destinados al servicio aéreo de este país.
Morane-Saulnier M.S.234
Versión equipada con un motor Hispano-Suiza 9Qa de 250 cv; se construyeron sólo dos aparatos, de los que uno fue empleado por el embajador estadounidense en París.
Morane-Saulnier M.S.234/2
Aparato convertido a partir de la variante de competición del Morane-Saulnier M.S.130 para concurrir a la carrera aérea de la Copa Michelín de 1931; contaba con un motor Hispano-Suiza Qb de 230 cv nominales carenado con un capó NACA; en 1933 fue dotado con un motor 9Qa y, redesignado M.S.234 nº 2 fue utilizado por el famoso piloto Michel Detroyat en exhibiciones aéreas en Francia y Estados Unidos hasta 1938.
Morane-Saulnier M.S.235
Un único ejemplar construido y puesto en vuelo en 1930 con un motor Gnome-Rhône 7Kb de 300 cv.
Morane-Saulnier M.S.236
Versión producida bajo licencia por la compañía belga SABCA (19 unidades) para el servicio aéreo belga.
Morane-Saulnier M.S.237
Cinco aparatos construidos para pilotos privados; propulsados por motores Salmson 9 Aba de 280 cv; primera entregas en 1934.

## Operadores
III Reich
- Luftwaffe[2]

 Bélgica
- Fuerza Aérea Belga

 Brasil
- Fuerza Aérea Brasileña

 Checoslovaquia
- Fuerza Aérea Checoslovaca

 Francia
- Armée del'Air

 Grecia
- Fuerza Aérea Helénica

 Portugal
- Fuerza Aérea Portuguesa

 Reino de Rumanía
- Real Fuerza Aérea Rumana

 República Española

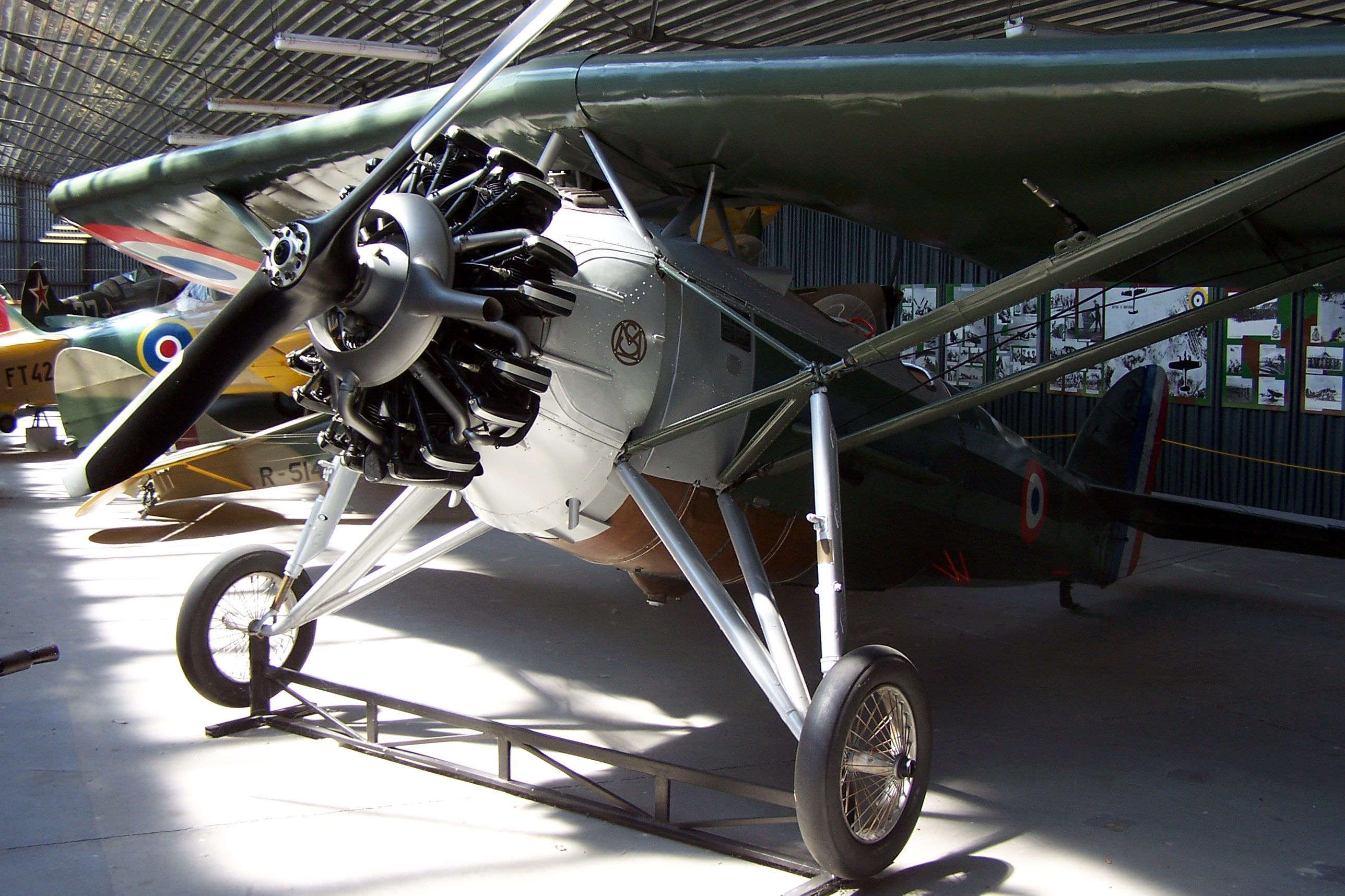
Morane-Saulnier M.S.230 con marcas francesas en el Museo de Aviación de Praga-Kbely

- Fuerzas Aéreas de la República Española

 Suiza
- Fliegertruppen

 Venezuela
- Fuerza Aérea Venezolana

## Especificaciones técnicas
Morane-Saulnier M.S.230
Referencia datos: 

### Características generales
- Tripulación: 2; un instructor y alumno
- Longitud: 6,98 m
- Envergadura: 10,70 m
- Altura: 2,80 m
- Superficie alar: 19,70 m² -->
- Peso vacío: 830 kg
- Peso máximo al despegue: 1.150 kg
- Planta motriz: 1× motor radial Salmson 9-Ab.
  - Potencia: 230 cv

### Rendimiento
- Velocidad máxima operativa (Vno): 205 km/h
- Alcance: 579 km
- Techo de vuelo: 5.000 m